# Али Фетхи Окяр
Али Фетхи Окяр (на турски: Ali Fethi Okyar), Али Фетхи бей до 1934 година, e османски и турски дипломат, офицер и политик. Той е председател на парламента (1923 – 1924), министър-председател на Турция (1923, 1924 – 1925), министър (на вътрешните работи, на отбраната, на правосъдието), член на парламента (1923 – 1931, 1935 – 1943).

## Биография
Роден е в 1880 година в албанско семейство в големия български македонски град Прилеп, тогава в Османската империя. Завършва Военната академия в Солун с чин поручик от пехотата (1900) и военното училище в Битоля.
През 1904 г. става капитан, служи в командването на 3-та армия в Солун. Вече майор, става командир на Жандармерийската школа в Солун през 1908 г.
Следващата 1909 година заминава като военен аташе във Франция. Там остава до 1911 г., когато става командир на генералния щаб в Скадар. По време на Италиано-турската война (1912) заедно с Енвер паша и Кемал Ататюрк отбранява Триполи от италианците.
На изборите през април 1912 година е избран за депутат от Комитета за единство и прогрес в Битолския вилает. В 1913 година става член на Комитета и е избран за негов генерален секретар. Заминава за София като посланик (с К. Ататюрк като военен аташе) в същата година.
Министър е на вътрешните работи на Турция от 10 октомври 1921 година до 9 юли 1922 година и от 5 ноември 1922 година до 27 октомври 1923 година.
Министър-председател е на Турция от 14 август до 27 октомври 1923 г. После е председател на Великото народно събрание от 1 ноември 1923 до 22 ноември 1924 г. Отново е премиер на страната, и едновременно министър на отбраната от 22 ноември 1924 до 3 март 1925 г.
През 1930 г. като турски посланик в Париж на среща в Ялова е помолен от Ататюрк да основе Либералната републиканска партия като опозиционна партия, за да се установи традиция на политически плурализъм в страната. След като обаче подкрепата за тази партия се увеличава сред ислямистите и противниците на реформите на Ататюрк, тя е обявена за незаконна и е забранена., подобно на забранената Прогресивно-републиканска партия, просъществувала само няколко месеца през 1924 г.
Народното събрание приема закон за въвеждане на фамилни имена през 1934 г. Тогава Фетхи бей приема името Окяр по молба на президента Ататюрк.
Заема поста министър на правосъдието от 27 май 1939 до 13 март 1941 година. Умира на 7 май 1943 година в Истанбул.